# Рамон Марадьяга
Рамон Марадьяга (ісп. Ramón Maradiaga, нар. 30 жовтня 1954, Амапала) — гондураський футболіст, що грав на позиції півзахисника. По завершенні ігрової кар'єри — тренер.

## Клубна кар'єра
У дорослому футболі дебютував 1975 року виступами за команду «Мотагуа», в якій провів вісім сезонів і 1978 року виграв чемпіонат Гондурасу.
У сезоні 1983/84 виступав у Іспанії за «Тенерифе», зігравши за клуб із Санта-Крус-де-Тенерифе 15 ігор у Сегунді, забивши 1 гол.
1984 року відправився до Сальвадору, де виступав за «Альянсу», «Індепендьєнте» та «Агілу» і у складі останнього виграв національний чемпіонат 1988 року.
1989 року повернувся на батьківщину, де пограв за «Мотагуа» та «Реал Еспанья», вигравши з останнім ще один титул чемпіона, а завершив ігрову кар'єру у команді «Петротела», за яку виступав протягом 1991—1992 років.

## Виступи за збірні
У 1977 році Костлі був включений до заявки молодіжної збірної Гондурасу на молодіжний чемпіонаті світу в Тунісі, але команда не подолала груповий етап.
У складі національної збірної Гондурасу був учасником чемпіонату світу 1982 року в Іспанії, де у статусі капітана зіграв у всіх трьох іграх групового етапу проти Іспанії (1:1), Північної Ірландії (1:1) та Югославії (0:1), а його команда не подолала груповий етап.
Загалом у 1973—1986 роках він зіграв у національній збірній 47 матчів і забив 1 гол.

## Кар'єра тренера
По завершенні кар'єри гравця залишився у клубі «Петротела», де один рік пропрацював тренером, після чого недовго тренував «Марафон». Найбільше часу як тренер Марадьяга провів у команді «Мотагуа», в якій пропрацював протягом п'яти періодів: у 1993—1995, 1997—1999, 2002—2003, 2006—2007 та 2010—2011 роках. За цей час виграв з клубом Апертуру 1997 та 2006 і Клаусуру 1998 та 2011.
1999 року став головним тренером збірної Гондурасу, яку мав кваліфікувати на чемпіонат світу 2002 року. Цей новий процес почався з Панамериканських ігор в Вінніпезі, Канада, на якому Рамон Марадьяга виграв срібну медаль з олімпійською збірною Гондурасу. Пізніше Гондурас з Марадьягою на чолі продовжив свою тріумфальну ходу, кваліфікувавшись на Олімпійські ігри 2000 року в Сіднеї, Австралія, вперше в історії Гондурасу, вигравши Передолімпійський турнір КОНКАКАФ. На самому олімпійському турнірі в Австралії хоча Гондурас не вийшов з групи, команда Марадьяги показали хороші результати результати, зігравши внічию з Нігерією (3:3), перемігши господаря Австралії та програвши проти Італії (1:3).
З національною збірною Марадьяга кваліфікувався на Золотий кубок КОНКАКАФ 2000 року у США, де дійшов з командою до чвертьфіналу. А влітку 2001 року, коли Аргентина відмовилася брати участь у розіграші Кубка Америки 2001 року у Колумбії, Гондурас був терміново запрошений до цього змагання, щоб замінити аргентинців. Марадьяга зумів у короткі терміни зібрати команду, яка прибула до Колумбії за кілька годин до свого стартового матчу, програвши його Коста-Риці з рахунком 0:1. Втім підготувавшись до наступних матчів, гондурасцям вдалося обіграти Болівію (2:0) та Уругвай (1:0) та вийти з групи, а згодом і дійти до півфіналу, сенсаційно перемігши у чвертьфіналі з рахунком 2:0 Бразилію Феліпе Сколарі завдяки дублю Саула Мартінеса. У півфіналі Гондурас був переможений господарями Колумбією (0:2), через що підопічним Марадьяги довелося грати у матчі на третє місце. Там після перемоги над Уругваєм у серії пенальті гондурасцям вдалося здобути бронзові нагороди турніру. Тим не менш головне завдання Рамон Марадьяга виконати не зумів — у відборі на чемпіонат світу 2002 року гондурасці до останнього зберігали шанси на вихід у фінальну стадію турніру, але дві поразки в останніх двох іграх відбору проти Тринідаду і Тобаго (0:1) та Мексики (0:3) не дозволили потрапити Гондурасу на «мундіаль», після чого Рамон Марадьяга покинув команду.
Наступні дві кваліфікації на чемпіонат світу 2006 та 2010 років у зоні КОНКАКАФ Марадьяга провів тренуючи збірну Гватемали, але і з цією командою йому не вдалося кваліфікуватись на світову першість. Також у цій країні гондураський спеціаліст попрацював і на клубному рівні, тренуючи «Мунісіпаль».
У вересні 2015 року Марадьяга став головним тренером збірної Сальвадору перед відбором на чемпіонат світу 2018 року. Втім на відміну від попередніх робіт зі збірними, цей вийшов вкрай невдалим — Марадьяга встановив рекорд, не вигравши зі збірною Сальвадору у жодному матчі (3 нічиї і 9 поразок), через що вже у вересні 2016 року був звільнений з посади.
У травні 2018 року Рамон Марадьяга був на два роки відсторонений ФІФА через договірні матчі. Відбувши дискваліфікацію, у 2020 році він повернувся до роботи і тренував гондураський клуб «Віда».

## Досягнення

### Як гравця
- Чемпіон Гондурасу (2): 1978, 1990
- Чемпіон Сальвадору (1): 1987/88
- Переможець Чемпіонату націй КОНКАКАФ: 1981
- Срібний призер Чемпіонату націй КОНКАКАФ: 1985

### Як тренера
- Чемпіон Гондурасу (4): 1997-A , 1998-К, 2006-A, 2011-К
- Бронзовий призер Кубка Америки: 2001